# Derovere
Derovere (lombardul: Druver) település Olaszországban, Lombardia régióban, Cremona megyében. Lakosainak száma 285 fő (2023. január 1.). Derovere Cappella de’ Picenardi, Cella Dati, Cingia de’ Botti, Pieve San Giacomo és Ca’ d’Andrea községekkel határos.

## Népesség
A település lakossága az elmúlt években az alábbi módon változott:
| Lakosok száma | 1038 | 296  | 303  | 285  |
|               | 2013 | 2017 | 2018 | 2023 |